# Erika Reißmann
Erika Reißmann (* 18. April 1933; † 2002 in Berlin-Köpenick), Deckname: Ursula Richter, war das Pseudonym einer Agentin der Auslandsaufklärung (HVA) der Staatssicherheit der DDR.
Unter dem Decknamen „Ursula Richter“ hatte sie als Chefsekretärin beim Bund der Vertriebenen Zugang zu vertraulichen Dokumenten der damaligen Deutschland- und Ostpolitik. Um einer drohenden Verhaftung zu entgehen, wurde ihr Einsatz 1985 beendet, zuletzt wurde die damals 52-Jährige am 16. August 1985 in Westdeutschland gesehen. Reißmann setzte sich gemeinsam mit ihrem Lebensgefährten Lorenz Betzing nach Ost-Berlin ab. Das Ministerium für Staatssicherheit wollte sie nicht zurückbeordern, um den Agenten Klaus Kuron nicht zu gefährden. Nach der Rückkehr führte sie wieder ihren bürgerlichen Namen.
Nach der deutschen Wiedervereinigung wurde gegen Reißmann ein Strafverfahren wegen Landesverrats eröffnet, jedoch gegen Zahlung einer Geldbuße eingestellt.